# Estadio León
Het Estadio León, onofficieel ook wel Nou Camp genoemd, is een voetbalstadion in León, Mexico.  Er kunnen 29.000 mensen in en was gebouwd in 1967. Club León speelt er zijn thuiswedstrijden. Het stadion werd uitgekozen voor wedstrijden van het Wereldkampioenschap voetbal van 1970 en 1986.
Tevens werd het stadion ook gebruikt van de Olympische Zomerspelen van 1968. Het werd daar gebruikt voor de voetbalwedstrijden.

## WK-interlands
Het stadion is twee keer gebruikt als gaststadion voor een wereldkampioenschap voetbal. In 1970 werden in dit stadion alle wedstrijden uit poule D gespeeld. En daarna nog 1 kwartfinale. Op het Wereldkampioenschap voetbal van 1986 werden er in dit stadion vier wedstrijden gespeeld. 
| №  | Datum        | Wedstrijd                  | Uitslag | Competitie               | Toeschouwers |
| -- | ------------ | -------------------------- | ------- | ------------------------ | ------------ |
| 1  | 2 juni 1970  | Peru – Bulgarije           | 3 – 2   | WK 1970 – Groep D        | 13.765       |
| 2  | 3 juni 1970  | Marokko – West-Duitsland   | 1 – 2   | WK 1970 – Groep D        | 12.942       |
| 3  | 6 juni 1970  | Peru – Marokko             | 3 – 0   | WK 1970 – Groep D        | 13.537       |
| 4  | 7 juni 1970  | Bulgarije – West-Duitsland | 2 – 5   | WK 1970 – Groep D        | 12.710       |
| 5  | 10 juni 1970 | Peru – West-Duitsland      | 1 – 3   | WK 1970 – Groep D        | 17.875       |
| 6  | 11 juni 1970 | Bulgarije – Marokko        | 1 – 1   | WK 1970 – Groep D        | 12.299       |
| 7  | 14 juni 1970 | West-Duitsland – Engeland  | 3 – 2   | WK 1970 – Kwartfinale    | 23.357       |
| 8  | 1 juni 1986  | Canada – Frankrijk         | 0 – 1   | WK 1986 – Groep C        | 35.748       |
| 9  | 5 juni 1986  | Frankrijk – Sovjet-Unie    | 1 – 1   | WK 1986 – Groep C        | 36.540       |
| 10 | 9 juni 1986  | Hongarije – Frankrijk      | 0 – 3   | WK 1986 – Groep C        | 31.420       |
| 11 | 15 juni 1986 | Sovjet-Unie – België       | 3 – 4   | WK 1986 – Achtste finale | 32.277       |

Estadio Azteca (Mexico-Stad) · Estadio Olímpico Universitario (Mexico-Stad) · Estadio Universitario (San Nicolás de los Garza) · Estadio Tecnológico (Monterrey) · Estadio Jalisco (Guadalajara) · Estadio Tres de Marzo (Guadalajara) · Estadio Cuauhtémoc (Puebla) · Estadio Nemesio Díez (Toluca) · Estadio Nou Camp (León) · Estadio Sergio León Chávez (Irapuato) · Estadio La Corregidora (Querétaro) · Estadio Neza 86 (Nezahualcóyotl)
Estadio Jalisco (Guadalajara) · Estadio Guanajuato (León) · Aztekenstadion (Mexico-Stad) · Estadio Cuauhtémoc (Puebla) · Estadio Luis Dosal (Toluca)